# Il mondo è come te lo metti in testa
Il mondo è come te lo metti in testa è il secondo album in studio del cantautore italiano Giovanni Truppi, pubblicato il 9 gennaio 2013.

## Tracce
Testi e musiche di Giovanni Truppi.
1. Il mondo è come te lo metti in testa – 3:01
2. Ti voglio bene Sabino – 3:11
3. Cambio sesso per un po' – 2:55
4. La domenica – 5:30
5. Quante volte – 1:35
6. Come una cacca secca – 5:56
7. Giovinastro – 3:54
8. Ti ammazzo – 2:52
9. Amici nello spazio – 5:37
10. I cinesi – 1:49
11. Nessuno – 3:37
12. 19 gennaio – 4:04
13. La lotta contro la paura – 1:45
14. Il mondo è come te lo metti in testa. Ripresa – 3:43

Durata totale: 49:29